# Paul Aron (pilote automobile)
Ne doit pas être confondu avec Paul Aron.
Pour les articles homonymes, voir Aron.
Paul Aron, né le 4 février 2004 à Tallinn, est un pilote automobile estonien, ancien membre du Mercedes Junior Team de 2019 à 2023.
Troisième du championnat de Formule 2 2024, il devient pilote de réserve pour Alpine F1 Team en 2025.
Il est le frère cadet du pilote automobile Ralf Aron.

## Biographie

### Débuts en monoplace en Formule 4 (2019)
Après avoir remporté trois titres majeurs en karting, Paul Aron fait ses débuts en monoplace en 2019 en championnat d'Allemagne de Formule 4 chez Prema Powerteam, écurie dirigée par son frère Ralf Aron. Il termine 7e du championnat avec deux victoires, obtenues en Autriche et aux Pays-Bas. La même année, il dispute en parallèle le championnat d'Italie de Formule 4, toujours avec Prema Powerteam. Il se classe 3e du championnat avec huit podiums et deux victoires, où il brille de nouveau sur le Red Bull Ring, ainsi qu'au Mugello. Grâce à cette belle première année, malgré son statut de rookie, Paul Aron intègre le Mercedes Junior Team.

### Formule Renault Eurocup (2020)
En 2020, Paul Aron franchit une nouvelle étape et rejoint ART Grand Prix en Formula Renault Eurocup, chez qui il avait déjà effectué des tests l'année précédente. Malgré une deuxième place au Nürburgring comme meilleur résultat, l'Estonien est dominé par ses coéquipiers plus expérimentés, Grégoire Saucy et Victor Martins. Martins remporte le championnat tandis que Paul Aron ne peut pas faire mieux qu'une 11e place finale avec 54 points. Son écurie ART Grand Prix est toutefois sacrée championne.

### Formule Régionale (2021-2022)

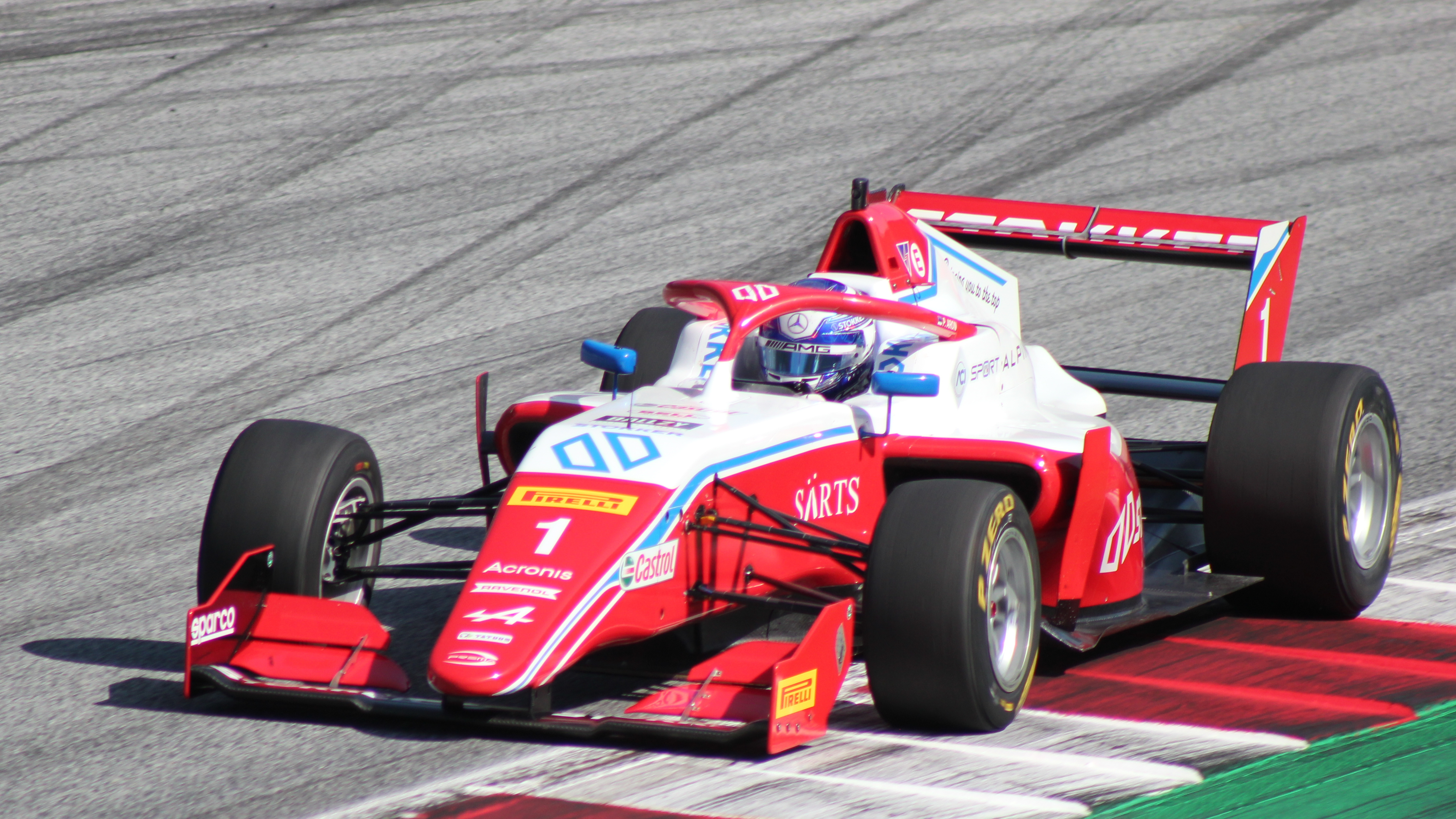
Paul Aron en Formule Régionale en 2021 à Spielberg.

En 2021, la Formula Renault Eurocup fusionne avec le championnat d'Europe de Formule 3 régionale. Prema Powerteam fait partie de cette nouvelle aventure et rappelle Paul Aron dans ses rangs, où il épaule David Vidales et Dino Beganovic. Son premier podium arrive lors de la manche d'ouverture à Imola, où il termine à la deuxième place de la seconde course. Il parvient également à terminer troisième des deux manches suivantes, mais connaît ensuite un passage à vide jusqu'à la septième manche de la saison, en Autriche. Paul Aron réalise son meilleur week-end de la saison au Mugello où il signe deux pole positions, deux victoires et un meilleur tour en course. Avec un total de sept podiums, il termine troisième du championnat des pilotes, derrière Grégoire Saucy et Hadrien David.

### Formule 3 (2023)

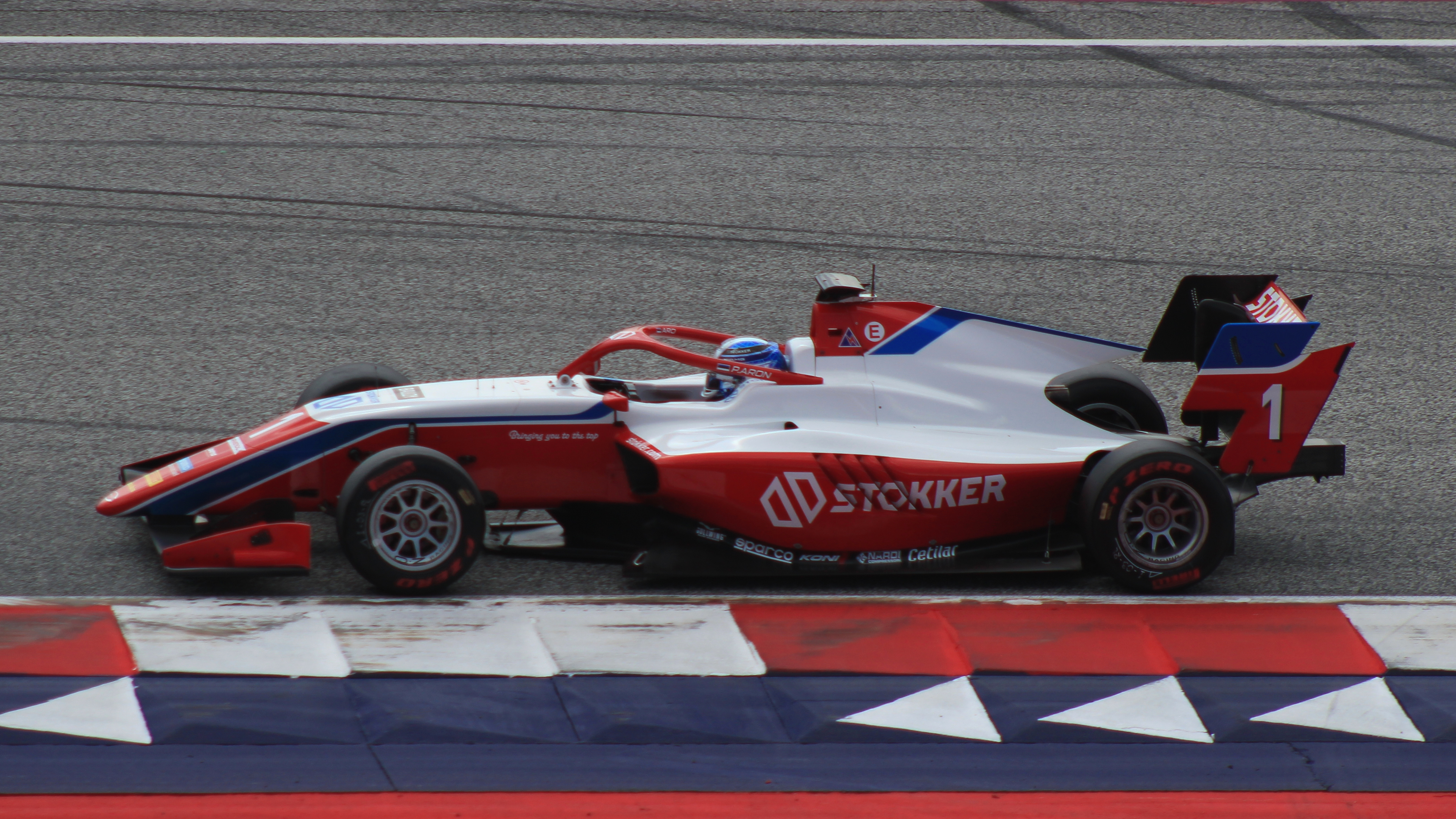
Paul Aron en Formule 3 FIA en 2023 à Spielberg.

En 2023, toujours avec Prema Racing, Paul Aron prend part au championnat de Formule 3 FIA aux côtés de Dino Beganovic et Zak O'Sullivan. Durant cette saison, il décroche une victoire lors de la course sprint en Autriche et obtient quatre podiums, terminant le championnat à la troisième place du classement général avec 112 points. Il contribue également au titre constructeurs de son équipe. Ses coéquipiers Beganovic et O'Sullivan terminent respectivement sixième et onzième du championnat.
Il participe ensuite au Grand Prix de Macao de Formule 3, où il est victime d'un accident spectaculaire qui casse sa voiture en deux lors de la course principale.

### Formule 2 (depuis 2023)

#### 2023: Pige avec Trident
Pour la dernière course du championnat de Formule 2 à Yas Marina, il est engagé par Trident en remplacement de Clément Novalak. Il termine seizième de la course sprint, et dix-huitième de la course principale. Il participe ensuite aux tests de post-saison avec Hitech Racing en novembre 2023. Peu après, l'Estonien annonce son départ du Mercedes Junior Team.

#### 2024: Saison complète avec Hitech
Pour la saison 2024, Aron poursuit dans le championnat de Formule 2 en rejoignant Hitech Racing, aux côtés du Belge Amaury Cordeel.
Durant la saison, il signe un total de quatre pole positions et huit podiums, dont sept au cours des sept premiers week-ends. Aron remporte sa première et unique victoire de la saison sur le circuit international de Losail au Qatar, où il devance ses deux principaux rivaux au championnat pilotes,.
Également sur le podium de la course sprint à Abou Dabi, Aron est finalement disqualifié pour non-conformité de sa monoplace au règlement technique de la FIA. Cela le contraint aussi à partir de la pit-lane lors de la course principale du lendemain alors qu'il devait s'élancer troisième. L'Estonien termine troisième du championnat avec 163 points, derrière Gabriel Bortoleto et Isack Hadjar.

### Formule 1
Le 30 novembre 2024, l'écurie Alpine F1 Team annonce l'arrivée de Paul Aron comme pilote de réserve pour la saison 2025. Avec l'équipe, il participe, aux côtés de Jack Doohan, aux essais de post-saison 2024 à Abou Dabi.
En juin 2025, un accord signé entre les écuries Alpine F1 Team et Kick Sauber permet à Paul Aron de piloter pour cette dernière lors des essais libres 1 des Grand Prix de Grande-Bretagne et de Hongrie.

## Vie privée
Paul Aron est le fils de Adon Aron, membre du conseil d'administration de l'entreprise Stokker, et de Margit Ollik. Stokker constitue l'un des sponsors personnels du pilote estonien. Il est également le frère cadet du champion 2015 de Formule 4 Italienne Ralf Aron, qui a officié comme directeur de l'écurie Prema Powerteam jusqu'en 2022.

## Carrière

### Résultats en monoplace
| Saison | Championnat                          | Écurie                    | Courses | Victoires | Pole positions | Meilleurs tours | Podiums | Points | Classement |
| ------ | ------------------------------------ | ------------------------- | ------- | --------- | -------------- | --------------- | ------- | ------ | ---------- |
| 2019   | Championnat d'Italie de Formule 4    | Prema Powerteam           | 21      | 2         | 1              | 0               | 9       | 226    | 3e         |
| 2019   | Championnat d'Allemagne de Formule 4 | Prema Powerteam           | 20      | 2         | 0              | 0               | 2       | 129    | 7e         |
| 2020   | Formula Renault Eurocup              | ART Grand Prix            | 20      | 0         | 0              | 0               | 1       | 54     | 11e        |
| 2021   | Formule Régionale Europe             | Prema Powerteam           | 20      | 2         | 2              | 1               | 7       | 197    | 3e         |
| 2022   | Formule Régionale Asie               | Abu Dhabi Racing by Prema | 15      | 0         | 2              | 1               | 3       | 80     | 8e         |
| 2022   | Formule Régionale Europe             | Prema Powerteam           | 19      | 6         | 7              | 4               | 7       | 238    | 3e         |
| 2023   | Formule 3 FIA                        | Prema Racing              | 18      | 1         | 0              | 1               | 4       | 112    | 3e         |
| 2023   | Formule 2                            | Trident                   | 2       | 0         | 0              | 0               | 0       | 0      | 24e        |
| 2024   | Formule 2                            | Hitech Pulse-Eight        | 28      | 1         | 4              | 3               | 8       | 163    | 3e         |